# Saint-Michel-des-Loups
Saint-Michel-des-Loups est une ancienne commune française du département de la Manche et de la région Normandie. Depuis 1972, Saint-Michel-des-Loups est une commune associée de Jullouville.
En novembre 2020, le conseil municipal de Jullouville vote la fusion simple confirmé par un arrêté préfectoral le 4 décembre 2020.

## Géographie
Saint-Michel-des-Loups est un petit village rural du département de la Manche entouré de bocages et de bois (la Lande de Bévert) situé aux limites des lieux-dits Lézeaux, Village de Groussey et du Hamel de Bouillon. Il est situé sur le plateau de Bouillon.

## Toponymie
Le nom de la localité est attesté sous les formes parrochia Sancti Michaelis de Lupis en 1172, ecclesia Sancti Michaelis de Lupis en 1179 .
Toponyme médiéval reposant sur la dédicace de l'église paroissiale à l'archange saint Michel, attestée depuis le XIIe siècle.
Le déterminant -des-Loups est connu depuis la toute première attestation, d'abord sous la forme latinisée de Lupis, puis sous sa forme romane actuelle à partir du XVe siècle. Il évoque la présence de ces canidés, dont le logis naturel était la forêt de Bevais; silva […] quae dicitur Bivia entre 1027 et 1035.

## Politique et administration

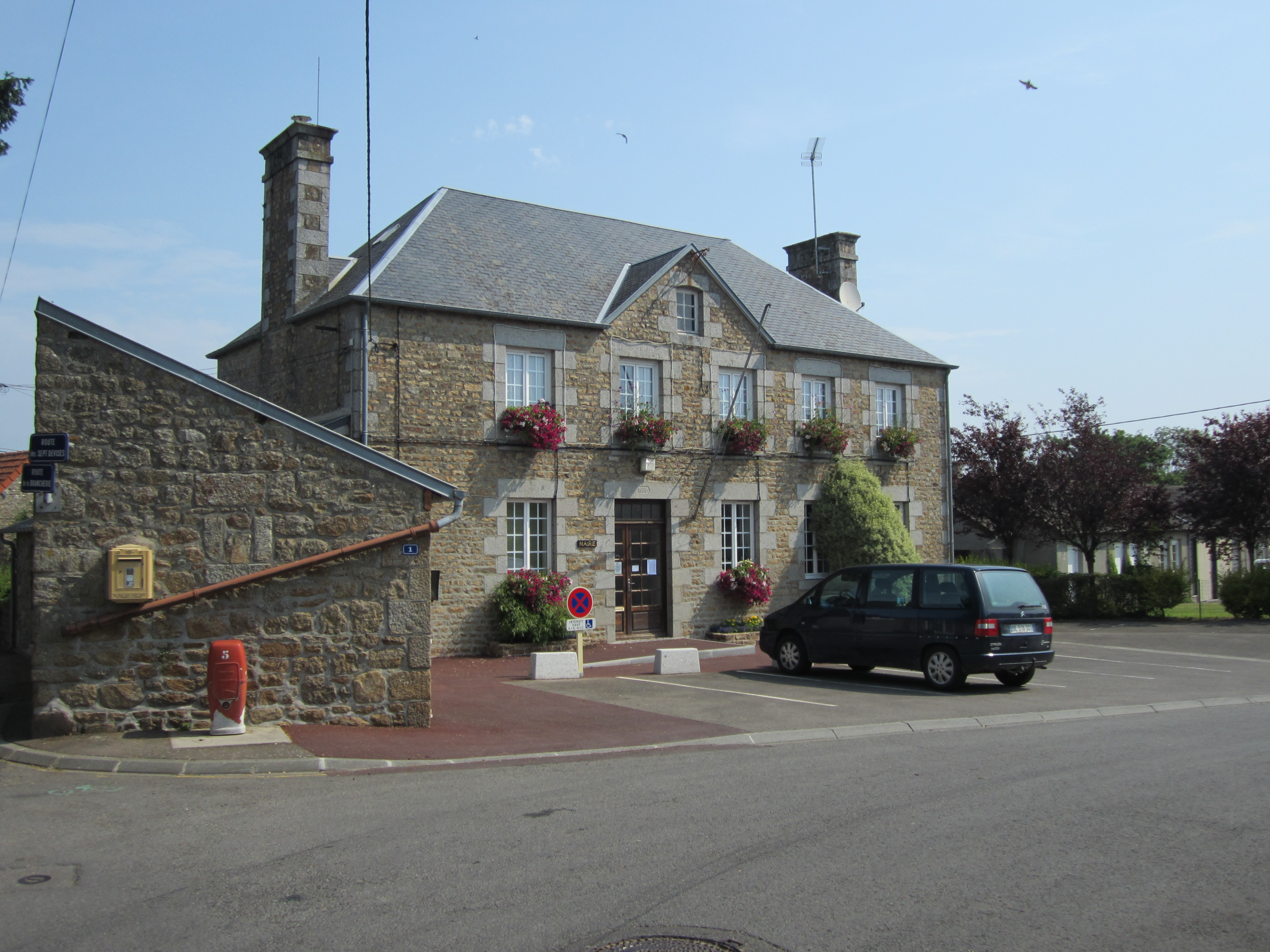
La mairie annexe.

| Période                                                                                       | Période | Identité                   | Étiquette | Qualité                 |
| --------------------------------------------------------------------------------------------- | ------- | -------------------------- | --------- | ----------------------- |
| …1792                                                                                         | 1793…   | Jacques Doucin             |           |                         |
| …1794                                                                                         | 1795    | Bon Marie                  |           |                         |
| 1795                                                                                          | 1797    | Pierre-Louis Chabert       |           |                         |
| 1797                                                                                          | 1798    | Gilles Marie Patin         |           |                         |
| 1798                                                                                          | 1799    | Jean Veval                 |           |                         |
| 1800                                                                                          | 1830    | René Levêque               |           |                         |
| 1830                                                                                          | 1831    | Auguste Ferrey de Montitié |           |                         |
| 1831                                                                                          | 1840    | Claude Maillard            |           |                         |
| 1840                                                                                          | 1847    | Charles Geoffroy           |           |                         |
| 1847                                                                                          | 1848    | François Le Pautonnier     |           |                         |
| 1848                                                                                          | 1852    | François Héon              |           |                         |
| 1852                                                                                          | 1869    | Samson Pôtel               |           |                         |
| 1870                                                                                          | 1874    | Pierre Marie               |           |                         |
| 1874                                                                                          | 1885    | Prosper Mancel             |           | Capitaine au long cours |
| 1885                                                                                          | 1904    | Louis Lenormand            |           |                         |
| 1904                                                                                          | 1908    | Prosper Héon               |           |                         |
| 1908                                                                                          | 1928    | Pierre Artur               |           |                         |
| 1928                                                                                          | 1929    | Alphonse Sicot             |           |                         |
| 1929                                                                                          | 1939    | Charles Roussel            |           |                         |
| 1939                                                                                          | 1941    | Jules Glory                |           |                         |
| 1941                                                                                          | 1947    | Eugène Gilbert             |           |                         |
| 1947                                                                                          | 1953    | Georgina Liot              |           |                         |
| 1953                                                                                          | 1965    | Élie Legros                |           |                         |
| 1965                                                                                          | 1968    | Roger Fourrier             |           |                         |
| 1968                                                                                          | 1971    | René Lorin                 |           |                         |
| Une partie des données est issue d'une liste établie par Jean Pouëssel et Jacqueline Bassard. |         |                            |           |                         |

| Période | Période | Identité         | Étiquette | Qualité                    |
| ------- | ------- | ---------------- | --------- | -------------------------- |
| 1971    | 1983    | Jean Levavasseur |           | Entrepreneur en maçonnerie |
| 1983    | 2008    | Claude Lehodey   |           | Agriculteur                |
| 2008    | 2014    | Daniel Bonnot    |           |                            |
| 2014    | 2020    | Martine Ropiteau |           | Retraité                   |
| 2020    | 2020    | Rémi Harivel     |           |                            |

## Démographie
| 1911 | 1921 | 1926 | 1931 | 1936 | 1946 | 1954 | 1962 | 1968 |
| ---- | ---- | ---- | ---- | ---- | ---- | ---- | ---- | ---- |
| 414  | 354  | 380  | 366  | 396  | 378  | 428  | 421  | 394  |

## Lieux et monuments
- Église Saint-Michel (XVIe, XVIIe – XVIIIe siècles). Elle abrite des fonts baptismaux du XVIIIe, les statues Vierge à l'Enfant du XVIIIe, saint Joseph du XVIIIe[8].
- Jardin remarquable de 7 000 m2 à la Brelaudière.
- La Lande de Bévert. Anciennement bois et/ou forêt de Beuvais[note 1], elle fut partagée au XIXe siècle entre Angey, Bouillon, Carolles, Champeaux et Saint-Michel-des-Loups. En 1172, une convention fut signée entre l'abbé du Mont-Saint-Michel représentant les moines propriétaires de la Lande et Guillaume de Saint-Jean, à la suite de l'utilisation abusive des arbres de la forêt de Beuvais par Thomas, seigneur de Saint-Jean pour la construction de son château. En 1779, c'est la famille de Polignac qui voulut s'octroyer la concession de la lande. La Révolution et l'émigration de de la famille mit fin à la contestation[8].

## Jumelages
Saint-Michel-des-Loups fait partie de la commune de Jullouville qui est jumelée avec celle de Crozet (Ain), dans le cadre d'un partenariat « sable et neige ».